# La Chapelle-Bayvel
La Chapelle-Bayvel es una localidad y comuna francesa situada en la región de Alta Normandía, departamento de Eure, en el distrito de Bernay y cantón de Cormeilles.

## Demografía
| 183 | 195 | 211 | 206 | 189 | 216 |
| Para los censos de 1962 a 1999 la población legal corresponde a la población sin duplicidades (Fuente: INSEE [Consultar]) |     |     |     |     |     |